# セーコーン県
セーコーン県（セーコーンけん）は、ラオス南東部の県。ラオスで2番目に小さな県である。

## 歴史
1984年、サーラワン県を分割して設置された。

## 地理
ボロベン高原上のターテーン郡、低地平野のラマーム郡とダクチュン郡、ベトナムと接している山岳地帯のカルム郡からなる。
東でベトナム、南でアッタプー県、北でサーラワン県、西でチャンパーサック県と隣接している。

## 特徴
人口は稀薄で、県庁所在地であるラマーム郡の中心地ですら建物も人も閑散としており、長閑な桃源郷の姿が手つかずの自然と共に残っている。

## 行政区分
セーコーン県は、行政的に4つの地区に分けられる: 
1. 15-03 ダクチュン郡（英語版）(Dakcheung)
2. 15-02 カルム郡（英語版）(Kaleum)
3. 15-01 ラマーム郡（英語版）(Lamam)
4. 15-04 ターテーン郡（英語版、ベトナム語版）(Thateng)